# Allochernes liwa
Espèce
Allochernes liwa est une espèce de pseudoscorpions de la famille des Chernetidae.

## Distribution
Cette espèce est endémique de Sumatra en Indonésie. Elle se rencontre vers Liwa dans la province de Lampung.

## Description
Le mâle mesure 1,92 mm et les femelles de 2,65 à 2,75 mm.

## Étymologie
Son nom d'espèce lui a été donné en référence au lieu de sa découverte, Liwa.

## Publication originale
- Harvey, 1988 : Pseudoscorpions from the Krakatau Islands and adjacent regions, Indonesia (Chelicerata: Pseudoscorpionida). Memoirs of the National Museum of Victoria, vol. 49, no 2, p. 309-353 (texte intégral).